# Gabriel Besory
Gabriel Besory é um ex-árbitro de futebol francês de futebol na década de 1970.
Ele oficia por quinze vezes o Olympique de Marseille na primeira divisão entre 1971 e 1978 e duas reuniões da Copa da França de Futebol com uma semifinal da Copa da França de Futebol 1971-1972.